# Hünenbetten von Wietzetze
Die Hünenbetten von Wietzetze befinden sich bei Wietzetze, einem Ortsteil der Stadt Hitzacker (Elbe) im Landkreis Lüchow-Dannenberg in Niedersachsen. Sie entstanden zwischen 3500 und 2800 v. Chr. und sind Megalithanlagen der Trichterbecherkultur (TBK).

## Lage
Die Hünenbetten liegen südlich der Landstraße 231 von Wietzetze in Richtung Meudelfitz. Nach etwa einem Kilometer führt ein Feldweg nach Süden Richtung Tollendorf zu den Hünnenbetten.

## Beschreibung

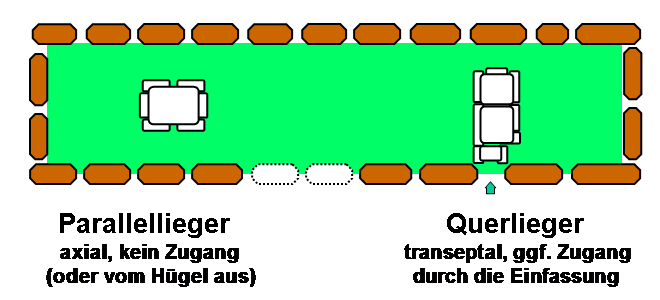
Prinzipskizze Hünenbett mit Dolmen

### Hünenbett 1
Das nordwest-südost orientierte, relativ gut erhaltene, 50 Meter lange Hünenbett 1 mit der Sprockhoff-Nr. 724 ist vermutlich ein neolithisches Ganggrab.
Das Hünenbett 1 ist an einigen Stellen angegraben, jedoch wird der überwiegende Teil von den Einfassungssteinen eingerahmt. Die Kammer befindet sich nahe dem nordwestlichen Ende des Bettes und ist zum größten Teil im Erdreich verborgen. Ernst Sprockhoff nimmt an, dass noch alle Tragsteine der Kammer vorhanden sind und ehemals vier Decksteine vorhanden waren.

### Hünenbett 2

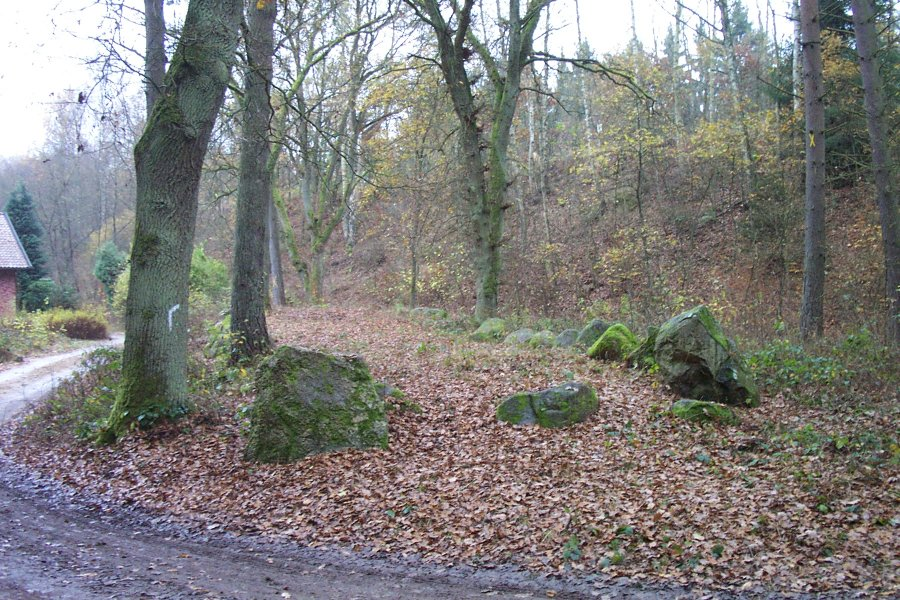
Großsteingrab Wietzetze 2

Zum Hünenbett 2 dem Feldweg weiter folgen, der einen Bahndamm kreuzt. Dem Bahndamm etwa 300 Meter nach links folgen. Die Anlage liegt etwa zwei Kilometer nordwestlich des Ortsteils Hitzacker-Harlingen und grenzt unmittelbar nördlich an den Bahndamm.
Das Hünenbett mit der Sprockhoff-Nr. 725 hat einen trapezförmigen Grundriss mit einer Länge von 45 Meter und einer Breite von sieben auf fünf Metern. Die Längsseiten der Einfassung sind größtenteils intakt, die Steine der Schmalseiten sind umgestürzt. Einer dieser Steine fand 1924 beim Bau des Kriegerdenkmals in Wietzetze Verwendung. Die Kammer liegt in der südlichen Hälfte der Einfassung und ist zum Teil zerstört. Sie hat noch einige Trag- und drei Decksteine. Ein Teil ist noch im Erdhügel verborgen. Ernst Sprockhoff ging von einem Ganggrab mit fünf Decksteinen aus.